# Teodoro Benedetti
Teodoro Daniele Benedetti, auch Theodor Benedetti (* 13. November 1697 in Castione; † 24. Juli 1783 in Mori) war ein italienischer Bildhauer und Architekt des späten Barock und Rokoko.

## Leben
Teodoro war der letzte Vertreter der Bildhauerfamilie Benedetti. Er begann früh in die Fußstapfen seines Vaters Cristoforo zu treten und half zunächst in der väterlichen Werkstatt in Castione aus.
In den Jahren von 1718 bis 1726, die als seine Lehrzeit angesehen werden können, war er insbesondere am Gardasee tätig. Zwischen 1719 und 1724 vollendete er den Hauptaltar in der Pfarrkirche von Limone sowie einen weiteren Seitenaltar, die sein Vater entworfen und begonnen hatte. Wenig später arbeiteten beide an zwei Seitenaltären in der Pfarrkirche von Torri del Benaco. Während dieser Zeit nahm er in seinen Arbeiten Elemente aus dem Künstlerkreis von Brescia auf, die seinen künstlerischen Stil beeinflussten.

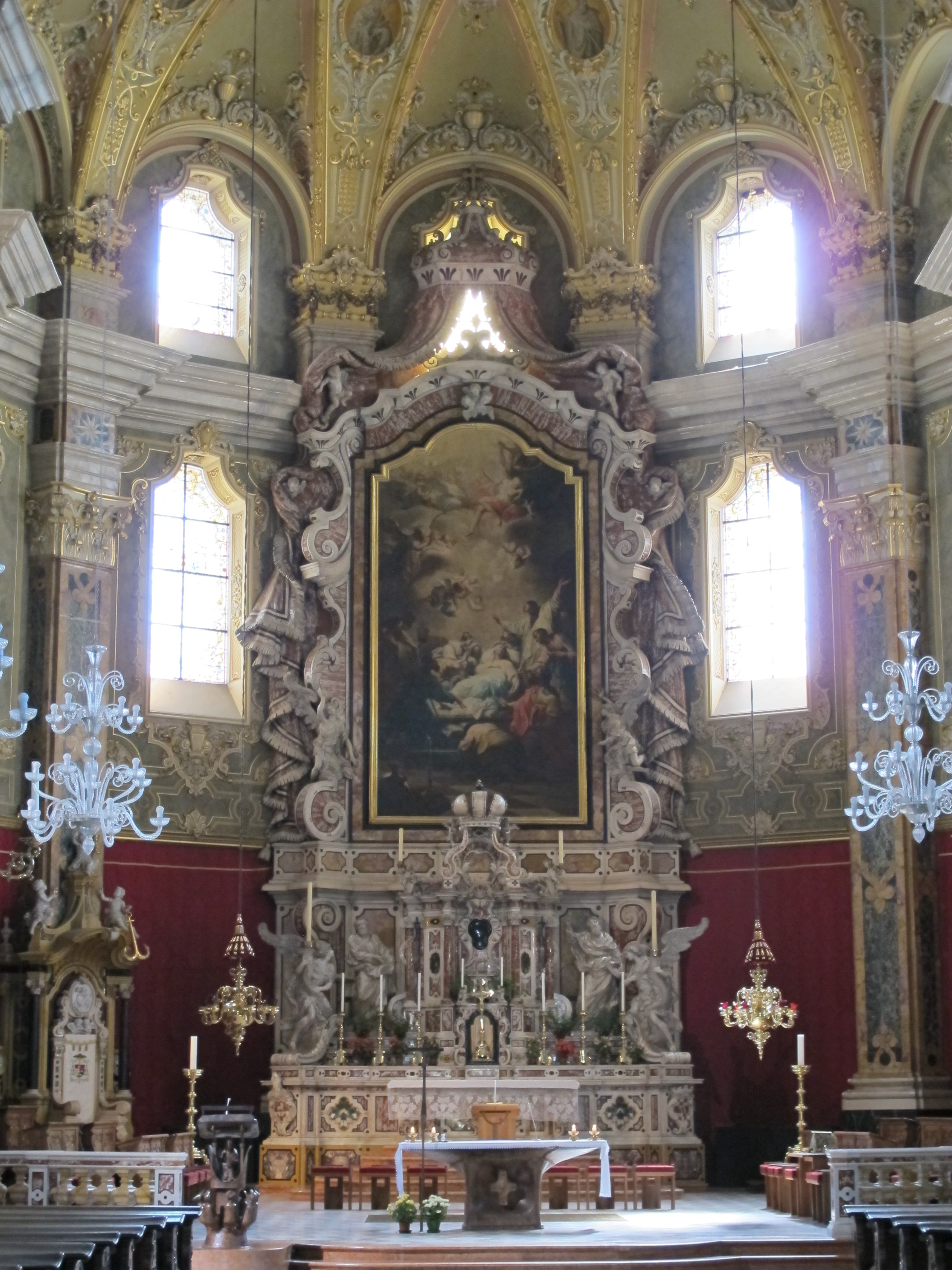
Hochaltar des Brixner Doms

Zwischen 1724 und 1732 unterstützte er seinen Vater bei den Arbeiten, die dieser im Auftrag des Fürstbischofs von Brixen Kaspar Ignaz von Künigl am Innsbrucker Dom ausführte, darunter der Hoch- und die Seitenaltären. Die Altararbeiten im Dom von Innsbruck weisen den Übergang vom Barock zum Klassizismus auf. Entstand der Hochaltar noch im Zeichen des Barock, trugen die später errichteten Seitenaltäre im Schiff bereits klassizistische Elemente.
Trotz der engen Zusammenarbeit mit Teodoro, schien Cristoforo mit der Arbeit seines Sohnes nicht zufrieden gewesen zu sein, da er ihn bereits in seinem 1728 abgefassten Testament zugunsten seiner Brüder vernachlässigte. Vielleicht war es auch dieses Misstrauen, das Teodoro noch bestärkte, nach seiner Heirat 1729 sich auch räumlich von seinem Vater zu trennen und in ein eigenes Haus einzuziehen. 1732 unterzeichnete er seinen ersten Vertrag ohne Mittun seines Vaters für den Hauptaltar der Pfarrkirche in Calavino, der ganz seinen Stil aufweist und der auch seine Folgearbeiten prägte.
Trotz der Unstimmigkeiten mit seinem Vater setzte er die Zusammenarbeit mit ihm in den 1730er Jahren fort. War Cristoforo auf die Zusammenarbeit mit Teodoro angewiesen, weil seine anderen Söhne nicht als Bildhauer tätig waren und einen ganz anderen Lebensweg eingeschlagen hatten, war für Teodoro vor allem der Bekanntheitsgrad und die geschäftlichen Beziehungen seines Vaters nützlich. Er arbeitete aber auch mit anderen Bildhauern, wie mit Dominikus Moling, erfolgreich zusammen.
Nach dem Tode seines Vaters 1740 erbte er dessen Werkstatt, auch wenn Cristoforo nach wie vor kein großes Vertrauen auf ihn setzte und Teodoro laut Testament auferlegte, die nicht fertiggestellten Arbeiten unter der Obhut des Onkels Sebastiano zu Ende gebracht werden sollten. In seinem Testament beschrieb ihn Cristoforo als leicht ablenkbaren Müßiggänger, der Geld fürs Nichtstun ausgebe.
Die 1740er Jahre waren die arbeitsreichsten Jahre für Teodoro. In dieser Zeit übernahm er zeitgleich mehrere Aufträge und hatte dann Schwierigkeiten diese alle zu bewältigen. So kam es immer wieder zu Verzögerungen, zumal er des Öfteren auf Wunsch der Auftraggeber Änderungen durchführen lassen musste, wohl auch deshalb weil ihm die diplomatischen Fähigkeiten seines Vaters fehlten und er sich nicht mit seinen Ideen durchsetzen konnte.
In den 1740er Jahren hat er unter anderem Anteil an der Barockisierung mehrerer Kirchen in Rovereto, das in sich in einer Zeit der kulturellen und künstlerischen Aufbruchsstimmung befand. Zu seinen bedeutendsten Arbeiten in Rovereto zählt der Mariahilfaltar in der Erzpfarrkirche San Marco. Daneben war er an Altararbeiten in der Pfarrkirche von Riva del Garda tätig. In dieser Zeit entstehen aber auch zahlreiche Werke im heutigen Südtirol. So entwarf er 1742 den Hochaltar der Stiftskirche des Klosters Neustift, der anschließend von Antonio Giuseppe Sartori fertiggestellt wurde. Um 1744 schuf er den Hauptaltar für die Dominikanerkirche in Bozen, der mittlerweile in der Pfarrkirche Maria Himmelfahrt in Kaltern steht. In Südtirol ist er aber insbesondere für seine Arbeiten am Brixner Dom bekannt. Den ersten Auftrag für den Dom erhielt er 1745 vom Förderer seines Vaters dem Fürstbischof Kaspar Ignaz von Künigl. Er zeichnete die Entwürfe für den Umbau des Doms, der dann in leicht umgeänderter Form von Josef Delai ausgeführt wurde. Von ihm stammt der 1747 geschaffene Hochaltar, der als sein Meisterwerk angesehen wird, sowie die Marmorinkrustationen des Baus. Allerdings verkalkulierte er sich bei seinen Arbeiten in Brixen, so dass er bei Künigl vorstellig werden musste und nach dessen Tod den Bruder geradezu anbettelte, um die gestiegenen Kosten bezahlt zu bekommen.
In den 1750er Jahren vergab er zahlreiche Aufträge weiter, die andere in seinem Namen ausführten, darunter Arbeiten an der Pfarrkirche in Villa Lagarina und am Dom von Lonato bei Brescia. Die letzten Arbeiten, die ihm nachweisliche zugeordnet werden können, stammen aus den 1760er Jahren, darunter der Hauptaltar in der Pfarrkirche von Cles.